# Duitsland op de Olympische Winterspelen 2010

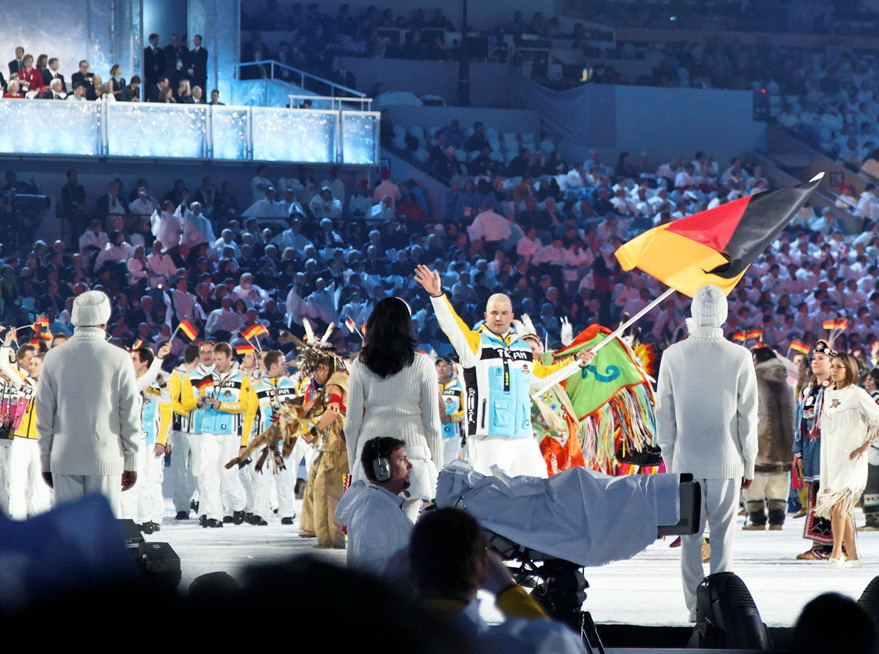
Het Duitse team bij de opening

Tijdens de Olympische Winterspelen van 2010, die in Vancouver werden gehouden, nam Duitsland voor de tiende keer deel aan de Winterspelen. 153 sporters zijn ingeschreven. Bij de vorige Olympische Winterspelen werd Duitsland eerste in het medailleklassement. In Vancouver moest alleen gastland Canada worden voorgelaten.

## Medailleoverzicht
| Sport              | Olympiër                                                                            | Discipline              | Medaille |
| ------------------ | ----------------------------------------------------------------------------------- | ----------------------- | -------- |
| Alpineskiën        | Maria Riesch                                                                        | combinatie (v)          | Goud     |
| Alpineskiën        | Maria Riesch                                                                        | slalom (v)              | Goud     |
| Alpineskiën        | Viktoria Rebensburg                                                                 | reuzenslalom (v)        | Goud     |
| Biatlon            | Magdalena Neuner                                                                    | 10 km achtervolging (v) | Goud     |
| Biatlon            | Magdalena Neuner                                                                    | 12,5 km massastart (v)  | Goud     |
| Bobsleeën          | André Lange Kevin Kuske                                                             | tweemansbob (m)         | Goud     |
| Langlaufen         | Evi Sachenbacher-Stehle Claudia Nystad                                              | teamsprint (v)          | Goud     |
| Rodelen            | Felix Loch                                                                          | enkel (m)               | Goud     |
| Rodelen            | Tatjana Hüfner                                                                      | enkel (v)               | Goud     |
| Schaatsen          | Daniela Anschütz-Thoms Stephanie Beckert Anni Friesinger-Postma Katrin Mattscherodt | ploegachtervolging (v)  | Goud     |
| Biatlon            | Magdalena Neuner                                                                    | 7,5 km sprint (v)       | Zilver   |
| Bobsleeën          | Thomas Florschütz Richard Adjei                                                     | tweemansbob (m)         | Zilver   |
| Bobsleeën          | André Lange Kevin Kuske Martin Putze Alexander Rödiger                              | viermansbob (m)         | Zilver   |
| Langlaufen         | Tobias Angerer                                                                      | 30 km achtervolging (m) | Zilver   |
| Langlaufen         | Axel Teichmann                                                                      | 50 km klassiek (m)      | Zilver   |
| Langlaufen         | Tim Tscharnke Axel Teichmann                                                        | teamsprint (m)          | Zilver   |
| Langlaufen         | Katrin Zeller Evi Sachenbacher-Stehle Miriam Gössner Claudia Nystad                 | 4×5 km estafette (v)    | Zilver   |
| Rodelen            | David Möller                                                                        | enkel (m)               | Zilver   |
| Schaatsen          | Jenny Wolf                                                                          | 500 m (v)               | Zilver   |
| Schaatsen          | Stephanie Beckert                                                                   | 3000 m (v)              | Zilver   |
| Schaatsen          | Stephanie Beckert                                                                   | 5000 m (v)              | Zilver   |
| Schansspringen     | Michael Neumayer Andreas Wank Martin Schmitt Michael Uhrmann                        | team                    | Zilver   |
| Skeleton           | Kerstin Szymkowiak                                                                  | vrouwen                 | Zilver   |
| Biatlon            | Simone Hauswald                                                                     | 12,5 km massastart (v)  | Brons    |
| Biatlon            | Kati Wilhelm Simone Hauswald Martina Beck Andrea Henkel                             | 4×6 km estafette (v)    | Brons    |
| Kunstschaatsen     | Aliona Savchenko Robin Szolkowy                                                     | paren                   | Brons    |
| Noordse combinatie | Johannes Rydzek Tino Edelmann Eric Frenzel Björn Kircheisen                         | landenwedstrijd         | Brons    |
| Rodelen            | Natalie Geisenberger                                                                | enkel (v)               | Brons    |
| Rodelen            | Patric Leitner Alexander Resch                                                      | dubbel                  | Brons    |
| Skeleton           | Anja Huber                                                                          | vrouwen                 | Brons    |

## Deelnemers en resultaten

### Alpineskiën
| Olympiër            | Discipline          | Resultaat | Prestatie                         |
| ------------------- | ------------------- | --------- | --------------------------------- |
| Fanny Chmelar       | Slalom (v)          | DNF       | 52,12+DNF                         |
| Christina Geiger    | Slalom (v)          | 14e       | 1.45,62 (+2,73) — 52,10+53,52     |
| Kathrin Hölzl       | Reuzenslalom (v)    | 6e        | 2.27,58 (+0,47) — 1.15,81+1.11,77 |
| Viktoria Rebensburg | Reuzenslalom (v)    | Goud      | 2.27,11 — 1.11,46+1.11,64         |
| Viktoria Rebensburg | Super G (v)         | 28e       | 1.25,23                           |
| Maria Riesch        | Afdaling (v)        | 8e        | 1.46,26 (+2,07)                   |
| Maria Riesch        | Reuzenslalom (v)    | 10e       | 2.27,97 (+0,86) — 1.15,60+1.12,37 |
| Maria Riesch        | Slalom (v)          | Goud      | 1.42,89 — 50,75+52,14             |
| Maria Riesch        | Super G (v)         | 8e        | 1.21,46 (+1,32)                   |
| Maria Riesch        | Supercombinatie (v) | Goud      | 2.09,14 — 1.24,89+44,65           |
| Susanne Riesch      | Slalom (v)          | DNF       | 51,46+DNF                         |
| Gina Stechert       | Afdaling (v)        | 10e       | 1.46,93                           |
| Gina Stechert       | Super G (v)         | 15e       | 1.22,21                           |
| Gina Stechert       | Supercombinatie (v) | DNF       | 1.25,44+DNF                       |
| Stephan Keppler     | Afdaling (m)        | 24e       | 1.56,11                           |
| Stephan Keppler     | Super G (m)         | DNF       | DNF                               |
| Stephan Keppler     | Supercombinatie (m) | 24e       | 2.49,79 — 1.56,09+53,70           |
| Felix Neureuther    | Reuzenslalom (m)    | 8e        | 2.39,06 — 1.18,24+1.20,82         |
| Felix Neureuther    | Slalom (m)          | DNF       | DNF                               |

- Katharina Dürr maakte ook deel uit van het Duitse team, maar nam aan geen enkel evenement deel.

### Biatlon
| Olympiër                                                    | Discipline                | Resultaat | Prestatie |
| ----------------------------------------------------------- | ------------------------- | --------- | --- |
| Andreas Birnbacher                                          | 10 km sprint (m)          | 23e       | 26.06,4 (+1.58,6) pen.: 1 (0 + 1)                                                                             |
| Andreas Birnbacher                                          | 12,5 km achtervolging (m) | 13e       | 35.03,4 (+1.25,0) pen.: 2 (1 + 0 + 1 + 0)                                                                     |
| Andreas Birnbacher                                          | 20 km individueel (m)     | 12e       | 50.43,5 (+2.21,0) pen.: 2 (2 + 0 + 0 + 0)                                                                     |
| Andreas Birnbacher                                          | 15 km massastart (m)      | 15e       | 36.30,2 (+0.54,5) pen.: 3 (0 + 1 + 2 + 0)                                                                     |
| Michael Greis                                               | 10 km sprint (m)          | 21e       | 25.56,0 (+1.48,2) pen.: 3 (1 + 2)                                                                             |
| Michael Greis                                               | 12,5 km achtervolging (m) | 5e        | 34.29,6 (+51,2) pen.: 1 (0 + 0 + 0 + 1)                                                                       |
| Michael Greis                                               | 20 km individueel (m)     | 10e       | 50.37,6 (+2.15,1) pen.: 2 (0 + 2 + 0 + 0)                                                                     |
| Michael Greis                                               | 15 km massastart (m)      | 10e       | 36.10,7 (+0.35,0) pen.: 3 (0 + 0 + 1 + 2)                                                                     |
| Arnd Peiffer                                                | 10 km sprint (m)          | 37e       | 26.29,1 (+2.21,3) pen.: 2 (1 + 1)                                                                             |
| Arnd Peiffer                                                | 12,5 km achtervolging (m) | 13e       | 35.03,4 (+1.25,0) pen.: 2 (1 + 0 + 1 + 0)                                                                     |
| Arnd Peiffer                                                | 15 km massastart (m)      | 17e       | 36.44,5 (+1.08,8) pen.: 2 (0 + 0 + 2 + 0)                                                                     |
| Simon Schempp                                               |                           |           | |
| Christoph Stephan                                           | 10 km sprint (m)          | 19e       | 25.51,1 (+1.43,3) pen.: 1 (0 + 1)                                                                             |
| Christoph Stephan                                           | 12,5 km achtervolging (m) | 30e       | 36.02,3 (+2.23,9) pen.: 4 (1 + 0 + 1 + 2)                                                                     |
| Christoph Stephan                                           | 20 km individueel (m)     | 29e       | 52.33,4 (+4.10,9) pen.: 3 (1 + 0 + 0 + 2)                                                                     |
| Christoph Stephan                                           | 15 km massastart (m)      | 23e       | 37.11,4 (+1.35,7) pen.: 4 (0 + 1 + 1 + 2)                                                                     |
| Alexander Wolf                                              | 20 km individueel (m)     | 24e       | 52.09,0 (+3.46,5) pen.: 2 (1 + 0 + 0 + 1)                                                                     |
| Simon Schempp Andreas Birnbacher Arnd Peiffer Michael Greis | 4×7,5 km estafette (m)    | 5e        | 1:23.16,0 (+1.37,9) pen.: 2 (0+0 2+7) 20.10,4 (0+0 0+1) 21.53,7 (0+0 2+3) 20.56,9 (0+0 0+3) 20.15,0 (0+0 0+0) |
|                                                             |                           |           | |
| Martina Beck                                                | 15 km individueel (v)     | 29e       | 44.12,0 (+3.19,2) pen.: 2 (0 + 2 + 0 + 0)                                                                     |
| Simone Hauswald                                             | 7,5 km sprint (v)         | 26e       | 21.14,1 (+1.18,5) pen.: 2 (1 + 1)                                                                             |
| Simone Hauswald                                             | 10 km achtervolging (v)   | 16e       | 31.58,6 (+1.42,6) pen.: 4 (1 + 0 + 1 + 2)                                                                     |
| Simone Hauswald                                             | 12,5 km massastart (v)    | Brons     | 35.26,9 (+0.07,3) pen.: 2 (0 + 0 + 2 + 0)                                                                     |
| Andrea Henkel                                               | 7,5 km sprint (v)         | 27e       | 21.15,7 (+1.20,1) pen.: 2 (1 + 1)                                                                             |
| Andrea Henkel                                               | 10 km achtervolging (v)   | 10e       | 31.40,5 (+1.24,5) pen.: 3 (1 + 0 + 1 + 1)                                                                     |
| Andrea Henkel                                               | 15 km individueel (v)     | 6e        | 42.32,4 (+1.39,6) pen.: 2 (0 + 0 + 1 + 1)                                                                     |
| Andrea Henkel                                               | 12,5 km massastart (v)    | 9e        | 36.13,5 (+0.53,9) pen.: 1 (1 + 0 + 0 + 0)                                                                     |
| Magdalena Neuner                                            | 7,5 km sprint (v)         | Zilver    | 19.57,1 (+0.01,5) pen.: 1 (0 + 1)                                                                             |
| Magdalena Neuner                                            | 10 km achtervolging (v)   | Goud      | 30.16,0 pen.: 2 (0 + 0 + 1 + 1)                                                                               |
| Magdalena Neuner                                            | 15 km individueel (v)     | 10e       | 42.42,1 (+1.49,3) pen.: 3 (1 + 2 + 0 + 0)                                                                     |
| Magdalena Neuner                                            | 12,5 km massastart (v)    | Goud      | 35.19,6 pen.: 2 (1 + 0 + 1 + 0)                                                                               |
| Kati Wilhelm                                                | 7,5 km sprint (v)         | 30e       | 21.27,2 (+1.31,6) pen.: 3 (2 + 1)                                                                             |
| Kati Wilhelm                                                | 10 km achtervolging (v)   | 12e       | 31.43,3 (+1.27,3) pen.: 1 (0 + 0 + 0 + 1)                                                                     |
| Kati Wilhelm                                                | 15 km individueel (v)     | 4e        | 41.57,3 (+1.04,5) pen.: 1 (0 + 0 + 1 + 0)                                                                     |
| Kati Wilhelm                                                | 12,5 km massastart (v)    | 25e       | 38.37,7 (+3.18,1) pen.: 5 (1 + 3 + 1 + 0)                                                                     |
| Kati Wilhelm Simone Hauswald Martina Beck Andrea Henkel     | 4×6 km estafette (v)      | Brons     | 1:10.13,4 (+0.37,1) pen.:0 (0+2 0+3) 17.26,0 (0+1 0+0) 17.16,2 (0+0 0+0) 18.12,0 (0+1 0+1) 17.19,2 (0+0 0+2)  |

### Bobsleeën
| Olympiër                                                      | Discipline      | Resultaat | Prestatie                                             |
| ------------------------------------------------------------- | --------------- | --------- | ----------------------------------------------------- |
| André Lange Kevin Kuske                                       | tweemansbob (m) | Goud      | 3.26,65 (51,29 / 51,72 / 51,57 / 51,77)               |
| Thomas Florschütz Richard Adjei                               | tweemansbob (m) | Zilver    | 3.26,87 (51,27 / 51,85 / 51,62 / 51,83)               |
| Karl Angerer Gregor Bermbach                                  | tweemansbob (m) | 9e        | 3.29,29 (52,23 /52,43 / 52,19 / 52,44)                |
| André Lange Kevin Kuske Alexander Rödiger Martin Putze        | viermansbob (m) | Zilver    | 3.24,84 (51,14 / 51,705 / 51,29 / 51,36)              |
| Thomas Florschütz Ronny Listner Andreas Barucha Richard Adjei | viermansbob (m) | 4e        | 3.25,58 (51,14 / 51,36 / 51,45 / 51,63)               |
| Karl Angerer Andreas Bredau Alexander Mann Gregor Bermbach    | viermansbob (m) | 7e        | 3.26,06 (51,18 /51,41 / 51,70 / 51,77)                |
|                                                               |                 |           |                                                       |
| Sandra Kiriasis Christin Senkel                               | tweemansbob (v) | 4e        | 3.33,81 (53,41 / 53,23 / 53,58 / 53,59)               |
| Claudia Schramm Janine Tischer                                | tweemansbob (v) | 7e        | 3.34,68 (53,65 / 53,57 / 53,81 / 53,65)               |
| Cathleen Martini Romy Logsch                                  | tweemansbob (v) | dsq-4     | (53,28 / 53,32 / 53,39 / gediskwalificeerd in 4e run) |

### Curling
| Olympiër                                                                  | Discipline | Resultaat | Prestatie |
| ------------------------------------------------------------------------- | ---------- | --------- | --- |
| Daniel Herberg Holger Höhne Andy Kapp Andreas Kempf Andreas Lang          | mannen     | 6e        | Groepsfase: 7-5 Verenigde Staten 4-9 Canada 3-6 Zweden 4-7 Noorwegen 7-6 Zwitserland 9-4 Frankrijk 5-9 Denemarken 7-6 China 2-8 Groot-Brittannië |
|                                                                           |            |           | |
| Stella Heiss Melanie Robillard Andrea Schöpp Corinna Scholz Monika Wagner | vrouwen    | 6e        | Groepsfase: 9-5 Rusland 6-5 Verenigde Staten 5-6 Canada 4-7 Groot-Brittannië 7-9 China 5-6 Denemarken 7-6 Japan 2-4 Zwitserland 7-8 Zweden       |

### Freestyleskiën
| Olympiër          | Discipline    | Resultaat | Prestatie                                                      |
| ----------------- | ------------- | --------- | -------------------------------------------------------------- |
| Martin Fiala      | ski cross (m) | 31e       | kwalificatie: 29e (1.15,88) achtste finale: 3e - uitgeschakeld |
| Simon Stickl      | ski cross (m) | 19e       | kwalificatie: 8e (1.13,49) achtste finale: 3e - uitgeschakeld  |
|                   |               |           |                                                                |
| Julia Manhard     | ski cross (v) | 25e       | kwalificatie: 24e (1.21,10) achtste finale: 3e - uitgeschakeld |
| Anna Wörner       | ski cross (v) | 17e       | kwalificatie: 7e (1.18,45) achtste finale: 4e - uitgeschakeld  |
| Heidi Zacher      | ski cross (v) | 20e       | kwalificatie: 19e (1.20,35) achtste finale: 4e - uitgeschakeld |
| (Thomas Fischer)  |               |           |                                                                |
| (Andreas Schauer) |               |           |                                                                |

### IJshockey
| Olympiër | Discipline | Resultaat          | Prestatie                                                                         |
| --- | ---------- | ------------------ | --------------------------------------------------------------------------------- |
| Dennis Endras Thomas Greiss Dimitri Pätzold Michael Bakos Christian Ehrhoff Jakub Ficenec Jason Holland Korbinian Holzer Chris Schmidt Dennis Seidenberg Alexander Sulzer Alexander Barta Sven Felski Marcel Goc Philip Gogulla Thomas Greilinger Manuel Klinge Marcel Müller Travis James Mulock André Rankel Marco Sturm John Tripp Michael Wolf | mannen     | kwalificatie ronde | Groep C: 0- 2 Zweden 0- 5 Finland 3- 5 Wit-Rusland Kwalificatieronde: 2- 8 Canada |

### Kunstrijden
| Olympiër                        | Discipline | Resultaat | Prestatie                                                               |
| ------------------------------- | ---------- | --------- | ----------------------------------------------------------------------- |
| Stefan Lindemann                | mannen     | 22e       | 171.98 (korte kür 68.50, vrije kür 103.48)                              |
| Sarah Hecken                    | vrouwen    | 18e       | 143.94 (korte kür 49.04, vrije kür 94.90)                               |
| Aliona Savchenko Robin Szolkowy | paren      | Brons     | 210.60 (korte kür 75.96, vrije kür 134.64)                              |
| Maylin Hausch Daniel Wende      | paren      | 17e       | 138.74 (korte kür 45.46, vrije kür 93.28)                               |
| Christina Beier William Beier   | ijsdansen  | 18e       | 149.64 verplichte dans: 30.31, originele dans: 46.42, vrije dans: 72.91 |

### Langlaufen
| Olympiër                                                                           | Discipline              | Resultaat | Prestatie                                                        |
| ---------------------------------------------------------------------------------- | ----------------------- | --------- | ---------------------------------------------------------------- |
| Tobias Angerer                                                                     | 15 km vrije stijl (m)   | 7e        | 34.28,5 (+52,2)                                                  |
| Tobias Angerer                                                                     | 30 km achtervolging (m) | Zilver    | 1:15.13,5 (+2,1)                                                 |
| Tobias Angerer                                                                     | 50 km klassiek (m)      | 4e        | 2:05,37,0 (+1,5)                                                 |
| Jens Filbrich                                                                      | 30 km achtervolging (m) | 6e        | 1:15.25,0 (+13,6)                                                |
| Jens Filbrich                                                                      | 50 km klassiek (m)      | 16e       | 2:06.07,8 (+32,3)                                                |
| Tom Reichelt                                                                       | 15 km vrije stijl (m)   | 46e       | 35.50,4 (+2.14,1)                                                |
| Tom Reichelt                                                                       | 30 km achtervolging (m) | 35e       | 1:21.13,2 (+6.01,8)                                              |
| René Sommerfeldt                                                                   | 15 km vrije stijl (m)   | 36e       | 35.31,3 (+1.55,0)                                                |
| René Sommerfeldt                                                                   | 30 km achtervolging (m) | 21e       | 1:17.11,9 (+2.00,5)                                              |
| René Sommerfeldt                                                                   | 50 km klassiek (m)      | 21e       | 2:06.52,5 (+1.17,0)                                              |
| Axel Teichmann                                                                     | 15 km vrije stijl (m)   | 44e       | 35.47,0 (+2.10,7)                                                |
| Axel Teichmann                                                                     | 50 km klassiek (m)      | Zilver    | 2:05,35,8 (+0,3)                                                 |
| Tim Tscharnke                                                                      | sprint (m)              | kw.       | kwalificatie: 3.42,03 (+7,46) 33e                                |
| Josef Wenzl                                                                        | sprint (m)              | kw.       | kwalificatie: 3.41,88 (+7,31) 31e                                |
| Tim Tscharnke Axel Teichmann                                                       | teamsprint (m)          | Zilver    | halve finale-1: 18.48,9 (3e); finale: 19.02,3 (+1,3)             |
| Team Duitsland Jens Filbrich Axel Teichmann René Sommerfeldt Tobias Angerer        | 4× 10 km (m)            | 6e        | 1:45.49,4 (+44,0) 27.58,3 28.22,6 24.43,7 24.44,8                |
|                                                                                    |                         |           |                                                                  |
| Stefanie Böhler                                                                    | 10 km vrije stijl (v)   | 23e       | 26.19,2 (+1.20,8)                                                |
| Stefanie Böhler                                                                    | 15 km achtervolging (v) | 36e       | 43.17,9 (+3.19,8)                                                |
| Stefanie Böhler                                                                    | 30 km klassiek (v)      | 18e       | 1:34.08,7 (+3.35,0)                                              |
| Nicole Fessel                                                                      | sprint (v)              | KF        | kwalificatie: 3.44,9 (+6,74) 9e; kwartfinale-4: 3.41,2 (+1.0) 4e |
| Nicole Fessel                                                                      | 15 km achtervolging (v) | 22e       | 42.25,1 (+2.27,0)                                                |
| Miriam Gössner                                                                     | 10 km vrije stijl (v)   | 21e       | 26.14,8 (+1.16,4)                                                |
| Hanna Kolb                                                                         | sprint (v)              | KF        | 3.50,29 (+12,24) 29e; kwartfinale-4: 3.41,6 (+1,4) 5             |
| Claudia Nystad                                                                     | 10 km vrije stijl (v)   | 16e       | 25.59,8 (+1.01,4)                                                |
| Evi Sachenbacher-Stehle                                                            | 10 km vrije stijl (v)   | 12e       | 25.57,7 (+59,3)                                                  |
| Evi Sachenbacher-Stehle                                                            | 15 km achtervolging (v) | 11e       | 41.37,9 (+1.39,8)                                                |
| Evi Sachenbacher-Stehle                                                            | 30 km klassiek (v)      | 4e        | 1:31.38,7 (+1.19,2)                                              |
| Katrin Zeller                                                                      | sprint (v)              | KF        | 3.48,63 (+10,58) 24e; kwartfinale-2: 3.43,0 (+1.1) 3e            |
| Katrin Zeller                                                                      | 15 km achtervolging (v) | 24e       | 42.26,9 (+2.28,8)                                                |
| Katrin Zeller                                                                      | 30 km klassiek (v)      | 20e       | 1:34.18,1 (+3.44,4)                                              |
| Evi Sachenbacher-Stehle Claudia Nystad                                             | teamsprint (v)          | Goud      | halve finale-1: 18.43, 5 (3e); finale: 18.03,7                   |
| Team Duitsland Katrin Zeller Evi Sachenbacher-Stehle Miriam Gössner Claudia Nystad | 4× 5 km (v)             | Zilver    | 55.44,1 (+24,6) 14.53,7 15.00,6 12.52,0 12.57,8                  |

### Noordse combinatie
| Olympiër                                                    | Discipline                   | Resultaat | Prestatie                                                                               |
| ----------------------------------------------------------- | ---------------------------- | --------- | --------------------------------------------------------------------------------------- |
| Johannes Rydzek                                             | gundersen normale schans (m) | 28e       | schansspringen: 95,0 m - 111,5 p (30e + 1.34) langlaufen: 27.25,3                       |
| Tino Edelmann                                               | gundersen normale schans (m) | 18e       | schansspringen: 98,0 m - 119,0 p (16e + 1.06) langlaufen: 26.47,6                       |
| Tino Edelmann                                               | gundersen grote schans (m)   | 29e       | schansspringen: 109,5 m - 86,3 p (35e + 2.43) langlaufen: 28.35,3                       |
| Eric Frenzel                                                | gundersen normale schans (m) | 10e       | schansspringen: 98,0 m - 116,0 p (16e + 1.06) langlaufen: 26.23,2                       |
| Eric Frenzel                                                | gundersen grote schans (m)   | 40e       | schansspringen: 104,5 m - 74,2 p (41e + 3.31) langlaufen: 29.43,6                       |
| Björn Kircheisen                                            | gundersen normale schans (m) | 22e       | schansspringen: 98,0 m - 118,5 p (19e + 1.08) langlaufen: 27.09,3                       |
| Björn Kircheisen                                            | gundersen grote schans (m)   | 20e       | schansspringen: 123,5 m - 108,8 p (12e + 1.13) langlaufen: 27.46,5                      |
| Georg Hettich                                               | gundersen grote schans (m)   | 24e       | schansspringen: 121,5 m - 106,3 p (17e + 1.23) langlaufen: 27.55,5                      |
| Tino Edelmann Johannes Rydzek Björn Kircheisen Eric Frenzel | team (m)                     | Brons     | schansspringen: 109,0 / 119,0 / 124,5 / 120,8 = 473,3 p (6e + 0.45) langlaufen: 49,51,1 |

### Rodelen
| Olympiër                          | Discipline | Resultaat | Prestatie                                    |
| --------------------------------- | ---------- | --------- | -------------------------------------------- |
| Felix Loch                        | mannen     | Goud      | 3.13,085 (48,168 / 48,402 / 48,344 / 48,171) |
| David Möller                      | mannen     | Zilver    | 3.13,764 (48,341 / 48,511 / 48,582 / 48,330) |
| Andi Langenhan                    | mannen     | 5e        | 3.14,629 (48,629 / 48,658 / 48,868 / 48,473) |
|                                   |            |           |                                              |
| Tatjana Hüfner                    | vrouwen    | Goud      | 2.46,524 (41,760 / 41,481 / 41,666 / 41,617) |
| Natalie Geisenberger              | vrouwen    | Brons     | 2.47,101 (41,743 / 41,657 / 41,800 / 41,901) |
| Anke Wischnewski                  | vrouwen    | 5e        | 2.47,253 (41,785 / 41,685 / 41,894 / 41,889) |
|                                   |            |           |                                              |
| Patrick Leitner Alexander Resch   | dubbel     | Brons     | 1.23,040 (41,566 / 41,474)                   |
| André Florschütz Torsten Wustlich | dubbel     | 5e        | 1.23,190 (41,545 / 41,645)                   |

### Schaatsen
| Olympiër                                                                            | Discipline               | Resultaat | Prestatie |
| ----------------------------------------------------------------------------------- | ------------------------ | --------- | --- |
| Nico Ihle                                                                           | 500 m (m)                | 18e       | 71,071 (35,532 + 35,539) |
| Nico Ihle                                                                           | 1000 m (m)               | 25e       | 1.11,04 |
| Samuel Schwarz                                                                      | 500 m (m)                | 23e       | 71,510 (35,795 + 35,715) |
| Samuel Schwarz                                                                      | 1000 m (m)               | 16e       | 1.10,45 |
| Samuel Schwarz                                                                      | 1500 m (m)               | 32e       | 1.50,07 |
| Patrick Beckert                                                                     | 5000 m (m)               | 22e       | 6.36,02 |
| Robert Lehmann                                                                      | 5000 m (m)               | 26e       | 6.43,77 |
| Marco Weber                                                                         | 5000 m (m)               | 23e       | 6.36,45 |
| Marco Weber                                                                         | 10.000 m (m)             | 10e       | 13.35,73 |
|                                                                                     |                          |           | |
| Judith Hesse                                                                        | 500 m (v)                | 28e       | 78,843 (39,357 + 39,486) |
| Jenny Wolf                                                                          | 500 m (v)                | Zilver    | 76,145 (38,307 + 37,838) |
| Jenny Wolf                                                                          | 1000 m (v)               | 17e       | 1.17,92 |
| Monique Angermüller                                                                 | 500 m (v)                | 11e       | 77,591 (38,761 + 38,830) |
| Monique Angermüller                                                                 | 1000 m (v)               | 22e       | 1.18,17(9) |
| Monique Angermüller                                                                 | 1500 m (v)               | 13e       | 1.59,46 |
| Anni Friesinger-Postma                                                              | 1000 m (v)               | 14e       | 1.17,71 |
| Anni Friesinger-Postma                                                              | 1500 m (v)               | 9e        | 1.58,67 |
| Isabell Ost                                                                         | 1500 m (v)               | 22e       | 2.01,69 |
| Daniela Anschütz-Thoms                                                              | 1500 m (v)               | 10e       | 1.58,85 |
| Daniela Anschütz-Thoms                                                              | 3000 m (v)               | 4e        | 4.04,87 |
| Daniela Anschütz-Thoms                                                              | 5000 m (v)               | 4e        | 6.58,64 |
| Stephanie Beckert                                                                   | 3000 m (v)               | Zilver    | 4.04,62 |
| Stephanie Beckert                                                                   | 5000 m (v)               | Zilver    | 6.51,39 |
| Katrin Mattscherodt                                                                 | 3000 m (v)               | 13e       | 4.13,72 |
| Katrin Mattscherodt                                                                 | 5000 m (v)               | dsq       | gediskwalificeerd |
| Daniela Anschütz-Thoms Stephanie Beckert Anni Friesinger-Postma Katrin Mattscherodt | ploegenachtervolging (v) | Goud      | kwartfinale: 3.01,97, won van Nederland halve finale: 3.03,72, won van Verenigde Staten 1e/2e plaats: 3.02,82, won van Japan |

### Schansspringen
| Olympiër                                                          | Discipline              | Resultaat | Prestatie |
| ----------------------------------------------------------------- | ----------------------- | --------- | --- |
| Pascal Bodmer                                                     | normale schans ind. (m) | 31e       | 112,5 p. (95,5 m en dnq) kwalificatie 18e — 123,5 p. (100,5 m) |
| Michael Neumayer                                                  | normale schans ind. (m) | 16e       | 247 p. (101,0 m en 99,5 m) kwalificatie 3e — 135 p. (105,5 m) |
| Michael Neumayer                                                  | grote schans ind. (m)   | 6e        | 245,5 p. (130,0 m en 130,0 m) kwalificatie 12e — 129,3 p. (136,0 m) |
| Martin Schmitt                                                    | normale schans ind. (m) | 10e       | 256 p. (99,5 m en 103,5 m) kwalificatie 9e — 132,5 p. (103,5 m) |
| Martin Schmitt                                                    | grote schans ind. (m)   | 30e       | 182,4 p. (122,5 m en 108,0 m) kwalificatie 25e — 118,9 p. (128,0 m) |
| Michael Uhrmann                                                   | normale schans ind. (m) | 5e        | 262,5 p. (103,5 m en 102 m) kwalificatie 1e — 138,5 p. (106,0 m) |
| Michael Uhrmann                                                   | grote schans ind. (m)   | 25e       | 202,7 p. (122,5 m en 116,5 m) gekwalificeerd vanwege top-10 plaats in de actuele wereldbekerstand                                                                                     |
| Andreas Wank                                                      | grote schans ind. (m)   | 28e       | 200,5 p. (127,5 m en 110,0 m) kwalificatie 3e — 138 p. (137,5 m) |
| Team Michael Neumayer Andreas Wank Martin Schmitt Michael Uhrmann | grote schans team (m)   | Zilver    | 1035,8 punten 135,6 p. (137,0 m.) + 134,7 p. (136,5 m.) 120,3 p. (128,5 m.) + 141,7 p. (139,0 m.) 119,9 p. (128,0 m.) + 106,6 p. (122,0 m.) 133,5 p. (135,0 m.) + 143,5 p. (140,0 m.) |

dnq: niet geplaatst voor de tweede ronde

### Shorttrack
| Olympiër                                                 | Discipline           | Resultaat | Prestatie                                                                        |
| -------------------------------------------------------- | -------------------- | --------- | -------------------------------------------------------------------------------- |
| Paul Herrmann                                            | 1000 m (m)           | 22e       | vr6: 1.26,739 (3e)                                                               |
| Paul Herrmann                                            | 1500 m (m)           | 32e       | vr3: 2.16,872 (6e)                                                               |
| Tyson Heung                                              | 500 m (m)            | 5e        | vr5: 41,835 (2e), kf2: 48,554 (3e, adv), hf1: 41,455 (3e), B-finale: 42,307 (2e) |
| Tyson Heung                                              | 1000 m (m)           | 13e       | vr2: 1.25,938 (2e), kf1: 1.26,098 (4e)                                           |
| Tyson Heung                                              | 1500 m (m)           | 23e       | vr1: 2.14,461 (4e)                                                               |
| Sebastian Preus                                          | 1500 m (m)           | 11e       | vr2: 2.17,058 (3e), hf2: 2.16,240 (3e), B-finale: 2.20,374 (5e)                  |
| Robert Seifert                                           | 500 m (m)            | 18e       | vr8: 42,181 (3e)                                                                 |
| Paul Herrmann Tyson Heung Sebastian Preus Robert Seifert | 5000 m aflossing (m) | 7e        | hf2: 6.47,289 (3e), B-finale: 6.50,119 (2e)                                      |
|                                                          |                      |           |                                                                                  |
| Aika Klein                                               | 500 m (v)            | 28e       | vr1: 45,186 (4e)                                                                 |
| Aika Klein                                               | 1000 m (v)           | 16e       | vr8: 1.58,857 (3e, adv), kf3: 1.51,552 (4e)                                      |
| Aika Klein                                               | 1500 m (v)           | 33e       | vr6: gediskwalificeerd                                                           |

### Skeleton
| Olympiër           | Discipline | Resultaat | Prestatie                               |
| ------------------ | ---------- | --------- | --------------------------------------- |
| Frank Rommel       | mannen     | 7e        | 3.31,40 (52,90 / 53,25 / 52,55 / 52,70) |
| Sandro Stielicke   | mannen     | 10e       | 3.32,08 (53,18 / 53,24 / 52,64 / 53,02) |
| Mirsad Halilovic   | mannen     | 13e       | 3.33,12 (53,09 / 53,87 / 52,92 / 53,24) |
|                    |            |           |                                         |
| Kerstin Szymkowiak | vrouwen    | Zilver    | 3.36,20 (54,14 / 54,11 / 53,91 / 54,03) |
| Anja Huber         | vrouwen    | Brons     | 3.36,36 (54,17 / 54,21 / 54,10 / 53,88) |
| Marion Trott       | vrouwen    | 8e        | 3.37,11 (54,53 / 54,53 / 53,88 / 54,17) |

### Snowboarden
| Olympiër           | Discipline               | Resultaat | Prestatie |
| ------------------ | ------------------------ | --------- | --- |
| Konstantin Schad   | cross (m)                | 33e       | kwalificatie: 33e (1.26,69) - uitgeschakeld |
| David Speiser      | cross (m)                | 8e        | kwalificatie: 26e (1.23,92) achtste finale: 2e kwartfinale: 2e halve finale: 4e kleine finale: 4e |
| Christophe Schmidt | halfpipe (m)             | 20e       | kwalificatie: 11e; 32,3 ptn (9,8 en 32,3) - uitgeschakeld |
| Patrick Bussler    | parallelreuzenslalom (m) | 16e       | kwalificatie: 14e (1.18,49) achtste finale: verloren van Simon Schoch ( SUI) - uitgeschakeld |
|                    |                          |           | |
| Selina Jörg        | parallelreuzenslalom (v) | 4e        | kwalificatie: 14e (1.24,63) achtste finale: gewonnen van Doris Günther ( AUT) kwartfinale: gewonnen van Ina Meschik ( AUT) halve finale: verloren van Nicolien Sauerbreij ( NED) plaats 3-4: verloren van Marion Kreiner ( AUT)              |
| Anke Karstens      | parallelreuzenslalom (v) | 5e        | kwalificatie: 8e (1.23,90) achtste finale: gewonnen van Alexa Loo ( CAN) kwartfinale: verloren van Marion Kreiner ( AUT) plaats 5-8: gewonnen van Amelie Kober ( GER) plaats 5-6: gewonnen van Ina Meschik ( AUT)                            |
| Amelie Kober       | parallelreuzenslalom (v) | 8e        | kwalificatie: 12e (1.24,59) achtste finale: gewonnen van Jekaterina Toedegesjeva ( RUS) kwartfinale: verloren van Jekaterina Iljoechina ( RUS) plaats 5-8: verloren van Anke Karstens ( GER) plaats 7-8: verloren van Claudia Riegler ( AUT) |
| Isabella Laböck    | parallelreuzenslalom (v) | 15e       | kwalificatie: 15e (1.24,96) achtste finale: verloren van Nicolien Sauerbreij ( NED) - uitgeschakeld |

Albanië · Algerije · Andorra · Argentinië · Armenië · Australië · Azerbeidzjan · België · Bermuda · Bosnië en Herzegovina · Brazilië · Bulgarije · Canada · Chili · China · Chinees Taipei · Colombia · Cyprus · Denemarken · Duitsland · Estland · Ethiopië · Finland · Frankrijk · Georgië · Ghana · Griekenland · Groot-Brittannië · Hongarije · Hongkong · Ierland · IJsland · India · Iran · Israël · Italië · Jamaica · Japan · Kaaimaneilanden · Kazachstan · Kirgizië · Kroatië · Letland · Libanon · Liechtenstein · Litouwen · Macedonië · Marokko · Mexico · Moldavië · Monaco · Mongolië · Montenegro · Nederland · Nepal · Nieuw-Zeeland · Noord-Korea · Noorwegen · Oekraïne · Oezbekistan · Oostenrijk · Pakistan · Peru · Polen · Portugal · Roemenië · Rusland · San Marino · Senegal · Servië · Slovenië · Slowakije · Spanje · Tadzjikistan · Tsjechië · Turkije · Verenigde Staten · Wit-Rusland · Zuid-Afrika · Zuid-Korea · Zweden · Zwitserland